# Dhori Qiriazi
Dhori Qiriazi (ur. 1933 w Lëngëzë k. Kolonji, zm. 2 października 2009 w Tiranie) – albański poeta i tłumacz.

## Życiorys
Syn Dhimitra Qiriaziego. W 1958 ukończył studia na Wydziale Historyczno-Filologicznym Uniwersytetu Tirańskiego. Po ukończeniu studiów podjął pracę nauczyciela w Ersekë. Został wyróżniony tytułem Mësues i Popullit (Nauczyciel Ludu).
Pierwsze swoje utwory poetyckie publikował w magazynie literackim Nëndori (Listopad). W jego dorobku są także przekłady poezji Sergieja Jesienina, Sandora Petofiego, Aleksandra Puszkina, Roberta Burnsa i George'a Byrona.
Od 2003 był członkiem międzynarodowego klubu, skupiającego tłumaczy i miłośników poezji Roberta Burnsa (Irvine Burns Club), z siedzibą w Szkocji.

## Tomiki poezji
- 1958: Kur zemra rreh së pari, (Kiedy serce bije po raz pierwszy).
- 1963: Ballada intime, (Ballada intymna).
- 1968: Poema e ushtarit, (Poemat żołnierza).
- 1971: Pisha me kristale, (Krystaliczna pochodnia).
- 1976: Poezi
- 1982: Vitet, (Lata).
- 1984: Guri i kripës (Kamień solny).
- 2001: Baladat intime (Ballady intymne)
- 2002: Flakët e vatrës

## Inne publikacje
- 1997: Dhimitër Kamarda : studim
- 2009: Vajza e pashait: tregime